# Kacper Kaczor
Kacper Kaczor (ur. 29 czerwca 1999) – polski judoka.
Zawodnik GKS Czarni Bytom (od 2011). Dwukrotny brązowy medalista mistrzostw Polski (2017, 2018) w kategorii do 66 kg. Ponadto m.in. mistrz Polski juniorów 2018. Uczestnik mistrzostw Europy kadetów 2016.